# 真砂靖
真砂 靖（まなご やすし、1954年（昭和29年）5月11日 - ）は、日本の財務官僚・弁護士。元財務事務次官。
株式会社読売新聞西部本社監査役、日本テレビホールディングス株式会社・日本テレビ放送網株式会社社外取締役、三井不動産株式会社監査役、一般社団法人日本外交協会理事を歴任。和歌山県田辺市出身。2025年、瑞宝重光章受章。

## 略歴
- 和歌山県立田辺高等学校卒業[6]
- 1977年（昭和52年）：旧司法試験合格
- 1978年（昭和53年）3月：東京大学法学部卒業
- 1978年（昭和53年）4月：大蔵省（現・財務省）入省、主計局総務課
- 1979年（昭和54年）4月：大蔵省主計局調査課
- 1980年（昭和55年）：大蔵省大臣官房調査企画課
- 1981年（昭和56年）7月：大蔵省関税局企画課企画第一係長心得[7]
- 1982年（昭和57年）7月：大蔵省関税局企画課企画第一係長[8]
- 1983年（昭和58年）7月：広島国税局防府税務署長
- 日本開発銀行人事部所属副調査役
- 1986年（昭和61年）6月：大蔵省主計局法規課課長補佐

この間、主計局主計官補佐（農林水産第三係主査）、主計局主計官補佐（農林水産第四係主査）、主計局主計官補佐（農林水産第一係主査）など歴任。
- 1992年（平成4年）6月：大蔵省大臣官房秘書課課長補佐
- 1992年（平成4年）：大蔵省大臣官房企画官兼大臣官房秘書課企画官（人事・採用）
- 1994年（平成7年）7月16日：外務省研修所・大蔵省大臣官房付（外務研修）
- 1995年（平成7年）5月10日：在スペイン日本国大使館参事官
- 1998年（平成10年）6月10日：大蔵省大臣官房付
- 1998年（平成10年）6月22日：大蔵省主税局税制第三課長
- 1999年（平成11年）7月8日：大蔵省主税局税制第二課長
- 2001年（平成13年）7月：財務省主計局主計官（農林水産係担当）
- 2003年（平成15年）7月：財務省主計局総務課長
- 2004年（平成16年）7月：財務省大臣官房参事官（大臣官房担当）
- 2005年（平成17年）7月：財務省大臣官房参事官（大臣官房担当）兼大臣官房文書課長
- 2006年（平成18年）7月：財務省主計局次長
- 2009年（平成21年）7月：財務省大臣官房長
- 2010年（平成22年）7月：財務省主計局長
- 2012年（平成24年）8月：財務事務次官[9][10]
- 2013年（平成25年）6月：退官[11]
- 2013年（平成25年）10月：東京大学大学院法学政治学研究科附属ビジネスロー・比較法政研究センター客員教授[12]
- 2014年（平成26年）：第一東京弁護士会弁護士登録、西村あさひ法律事務所オブカウンセル
- 2014年（平成26年）4月1日：株式会社格付投資情報センター顧問
- 2014年（平成26年）5月1日：株式会社読売巨人軍法律特別顧問
- 2014年（平成26年）5月15日：株式会社テンワス株式会社顧問
- 2014年（平成26年）6月1日：株式会社インターグループ顧問
- 2014年（平成26年）6月10日：株式会社読売新聞西部本社監査役
- 2014年（平成26年）6月27日：日本テレビホールディングス株式会社・日本テレビ放送網株式会社社外取締役
- 2015年（平成27年）6月26日：三井不動産株式会社監査役[3]
- 2016年（平成28年）4月1日：大和大学政治経済学部特任教授（日本経済、財政、企業法務）
- 2016年（平成28年）6月： 三井住友アセットマネジメント株式会社監査役
- 2018年（平成30年）6月：株式会社読売巨人軍監査役、ニッコーシ株式会社取締役
- 2020年（令和2年）6月：株式会社読売新聞グループ本社監査役
- 2025年（令和7年）1月：横綱審議委員会委員[13]

## 人物・エピソード
真砂曰く入省した動機は「官庁回りをしていた際に『大蔵省の（大臣官房）秘書課に凄く可愛い娘がいるぞ』と聞き、発足冷やかしに行った。帰ろうと思ったら、当時の細川興一（大臣官房）秘書課長補佐から説明を受けた。大学の『優』の成績ぐ4つしかなく、『もっと取れ』とハッパをかけられた。その後、留年して『優』の数を増やし、国家公務員上級試験を受けた」とのこと。
消費税については簡素で中立的であるべきという基本的な考えから軽減税率は適当ではないが、税率が欧州共同体（EC）並みに高い場合には軽減税率を設けるべきだしている。
第2次安倍内閣の下では財務事務次官として歳出を10兆円上積みし、補正（予算）後の国債発行額は52兆円を超えとなった。

## 同期入省者
- 古谷一之（内閣官房副長官補〈内政担当〉、国税庁長官、主税局長、大臣官房審議官〈主税局担当〉、公正取引委員会委員長）
- 中尾武彦（アジア開発銀行総裁、財務官、国際局長、国際局次長、在米国日本大使館公使）
- 細溝清史（日本取引所自主規制法人理事長、金融庁長官、金融庁監督局長、金融庁検査局長、金融庁総務企画局総括審議官）
- 中島秀夫（公正取引委員会事務総長、公正取引委員会事務総局経済取引局長）
- 村尾信尚（ニュースキャスター、環境省総合環境政策局総務課長）
- 本田悦朗（スイス駐箚特命全権大使、内閣官房参与〈国際金融担当〉、大臣官房政策評価審議官）
- 平沼貞次（国税不服審判所次長）
- 廿日岩信次（関東信越国税不服審判所長）
- 木村嘉秀（関東財務局金融安定監理官、信州大学経済学部教授）
- 大久保和正（武蔵野大学教授、大臣官房審議官〈大臣官房担当〉、中国財務局長）